# Заморское
Заморское — село в Новоорском районе Оренбургской области. Входит в состав Будамшинского сельсовета. Проживают русские и казахи

## География
Село находится в восточной части региона, на берегу Ириклинского водохранилища.
Климат
Климат в населённом пункте, как и во всём районе, резко континентальный. Среднегодовая температура воздуха составляет + 1,5-2,0 °С. Температура самого холодного месяца (января) около −17°С. Наиболее низкие температуры отмечаются преимущественно в декабре и январе. Самым теплым месяцем в году является июль (+21°С). Годовое количество осадков составляет от 300 до 350 мм год. Средняя дата установления снежного покрова 20-28 ноября, а средние сроки схода приходятся на первую половину апреля. Продолжительность безморозного периода 130—145 дней, продолжительность залегания снежного покрова 130—145 дней.

## История
В 1966 г. Указом Президиума ВС РСФСР село фермы № 4 совхоза «Будамшинский» переименовано в Заморское.

## Население
| 2010 |
| ---- |
| 214  |

Национальный состав
Согласно результатам переписи 2002 года, в национальной структуре населения
русские составляли 36 %, казахи	34 % из 314 чел..

## Инфраструктура
Было развито коллективное сельское хозяйство совхоза «Будамшинский».

## Транспорт
Доступно автотранспортом.